# Configurații muzicale reprezentative
Cinci configurații muzicale reprezentative

### Imnologia iudaică
Muzica din cele mai vechi timpuri a fost folosită atât în cadrul ceremonialelor religioase  cât și în contexte laice. Apariția muzicii profesioniste religioase apare în anul 1011 i.Hr. odată cu formarea statului Israel. Aceasta a fost susținută  și de doi regi, David si Solomon, care au compus și psalmi, creații muzicale care sunt printre cele mai vechi prezentări de cântări lirice. Acești psalmi erau cântari acompaniate de instrumente(psalterion). Imnurile au pătruns în muzica de cult așa cum mai târziu melodiile populare au pătruns în muzica creștină.
Se cânta  la unison în trei moduri: solo susținut de cantor,  cor la unison dublat de instrumente ce răspundea la frazele cântate de cantor și cântatul coral al comunității. Modul de cântare era cel monodic iar ritmul era –parlando rubato-. De asemeni la începuturile creștinismului acesta a fost modul de a cânta. Astfel melodiile ebraice, odată cu răspândirea creștinismului au ajuns în multe alte comunități, unde s-a realizat adaptarea cântecelor ebraice la limba greacă, asimilându-se intonații populare specifice fiecărei regiuni. Așa asistăm la procesul de cristalizare a noii muzici bizantine, nume dat Bizantis, cel mai mare centru cultural est-european.  
Prin folosirea  imnurilor s-a ușurat pătrunderea elementului popular în biserică, adăugând  formule și formele muzicale noi.
Tot pentru potențarea exprimării muzicale a psalmodiei s-au adăugat formule vocalizate la finalurile versetelor psalmilor, obicei existent în sinagogi. În biserică au fost adoptate aceste jubilații, dar și cântările melismatice.
Modelul de psalmodie ebraica veche anticipă prin caracterul sau  coralul gregorian.

### Cântarea bizantină
Factorii care au contribuit la definitivarea  cântării bizantine au fost: melodiile ebraice, cultura muzicală greacă  având o teorie muzicală și notație stabilită de secole și cultura populară romană. Din Orient, diferiți călugări duc spre Occident muzica creștina bizantină împreună cu sistemele modale grecești. Cel care avea sa devina papa,  Grigore cel Mare, studiază muzica bizantină și importă acel –okto-ehos- cele opt glasuri pe care biserica romano-catolică le va numi moduri. Existau pe lângî cele patru glasuri autentice încă patru glasuri derivate din acestea  fiind cu o cvintă inferioară. Astfel pentru buna perioadă de timp, până teoreticienii pun bazele teoriei tonalității temperate, pe vremea lui Bach, acest sistem va reprezenta baza muzicii cultice și culte.

### Monodia gregoriană
Dupa scindarea Imperiului Roman devenise o necesitate organizarea slujbei muzicale unice pe tot teritoriul controlat de Biserica, lucru vital pentru recunoașterea autorității centrare. Astfel că papa Grigore cel Mare(590-604) alcătuiește cunoscutul  Antifonar, colecția de corale pe textele psalmilor biblici în limba latină, care va fii impus cu forța în țările catolice europene.
Din ordinul său se înființează la Roma prima școală de cântăreți în care se predă teoria muzicii și se învață repertoriul de cult, cântăreți ce aveau să fie trimiși ca misionari, având manuscrise gregoriene,  în diferite țări  ale continentului pentru a organiza serviciul muzical religios unic.
Această muzică plină de seninătate și liniște se cânta exclusiv vocal, la unison de către întreaga congregație alături de profesioniști, fără acompaniament  instrumental și fără ornamentare armonică sau polifonică.
Muzica gregoriană a stat la baza Creării muzicii religioase europene occidentale, fiind punctul de plecare pentru orice construcție muzicală vocală polifonică. Punctul de pornire era invariabil acel -cantus planus- care era o melodie gregoriană cunoscută, peste care se suprapuneau melodii în cvarte și in cvinte paralele ori alături de melodii imitative.

### Coralul protestant
În cristalizarea muzicii creștine, bizantine și gregoriene, o contribuție semnificativă a avut și muzica laică populară, muzică ce nu se deosebea de cea religioasă. Așa se face că odată cu reformarea teologică, reformatorii doctrinei catolice vizează și muzica liturgică, în sensul de a o simplifica făcând-o mai accesibilă poporului. Se renunță atât la limba latina ca limbă de cult cât și la liturghia muzicală catolică. Muzica ajunge să fie mai aproape de trăirile oamenilor, ea este un mijloc de exprimare a trăirilor spirituale: se cântă în biserică, în ateliere, la munca câmpului, în școli, etc. Genurile muzicale folosite erau psalmii metrizați și coralul, ele diferențiindu-se doar după valorile de note. Aceste genuri utilizau versuri măsurate, cu opriri pe fermate la sfârșit de frază, cu stilul omofonic realizat prin nota contrar notă. Reformatorii recomandă muzica monodică cântată în limba poporului, iar Luther, un alt reformator, acceptă și piesele cu text latin sugerând ca la orașe unde sunt mai mari posibilități muzicale, să se execute, ca și mai înainte, capodopere polifonice cu text latin sau german, iar la sate și la orașe mai mici, simple corale monodice în limba germană. Odată cu reformatorii, enoriașii participă și ei la cântat alături de corul bisericii intonând melodii liturgice. Astfel coralul reprezintă melodiile simple cu ritm constant cântate de enoriași deseori acompaniate de orgă.
La începutul Reformei coralul reprezenta imnul congregațional protestant, cunoscut sub numele de Geistliche Lieder (cântece religioase), Psalmen (Psalmi), Christliche Lieder (cântece creștine) și Gesange sau Kirchengesange (cântece pentru biserică). Spre sfârșitul secolului al XVII-lea denumirea de coral care în mod tradițional era atribuit cântecului simplu latin (cantus planus) va fi aplicat imnului german protestant. Coralul luteran era cântat omofonic de către cor și congregație, spre deosebire de stilul de execuție polifonic  din Biserica romano-catolică. Coralul luteran era cântat omofonic de către cor li congregație(chorul coralis) spre deosebire de modul de interpretare polifonic din cadrul Bisericii romano-catolice(chorus musicus)

### Cântecul congregațional neoprotestant
În Biserica Calvină, Jean Calvin (1509-1564) a adoptat cântatul congregațional conform practicii din biserica primară, stabilind la Geneva tradiția imnului reformat pentru bisericile reformate din Franța, Olanda, Germania, Scandinavia și Scoția. Calvin a susținut ideea că textele imnurilor religioase să fie inspirate din Biblie, în mod special din Psalmi. Pe lânga acestea a adoptat și imnurile luterane sau alte melodii din surse diferite.  Astfel că  multe melodii originale au fost compuse pentru psalmii metrici.